# Chwastówki
Chwastówki (Cisticolinae) – podrodzina ptaków z rodziny chwastówkowatych (Cisticolidae).

## Występowanie
Podrodzina obejmuje gatunki występujące w Afryce, Europie, Azji i Australazji.

## Systematyka
Do podrodziny należą następujące rodzaje:
- Scepomycter – jedynym przedstawicielem jest Scepomycter winifredae – rudzielak
- Euryptila – jedynym przedstawicielem jest Euryptila subcinnamomea – cynamoniak
- Incana – jedynym przedstawicielem jest Incana incana – inkana
- Malcorus – jedynym przedstawicielem jest Malcorus pectoralis – namibijczak
- Hypergerus – jedynym przedstawicielem jest Hypergerus atriceps – wilgowiec czarnogłowy
- Eminia – jedynym przedstawicielem jest Eminia lepida – wilgowiec rdzawogardły
- Cisticola
- Bathmocercus